# Украинские уланские полки

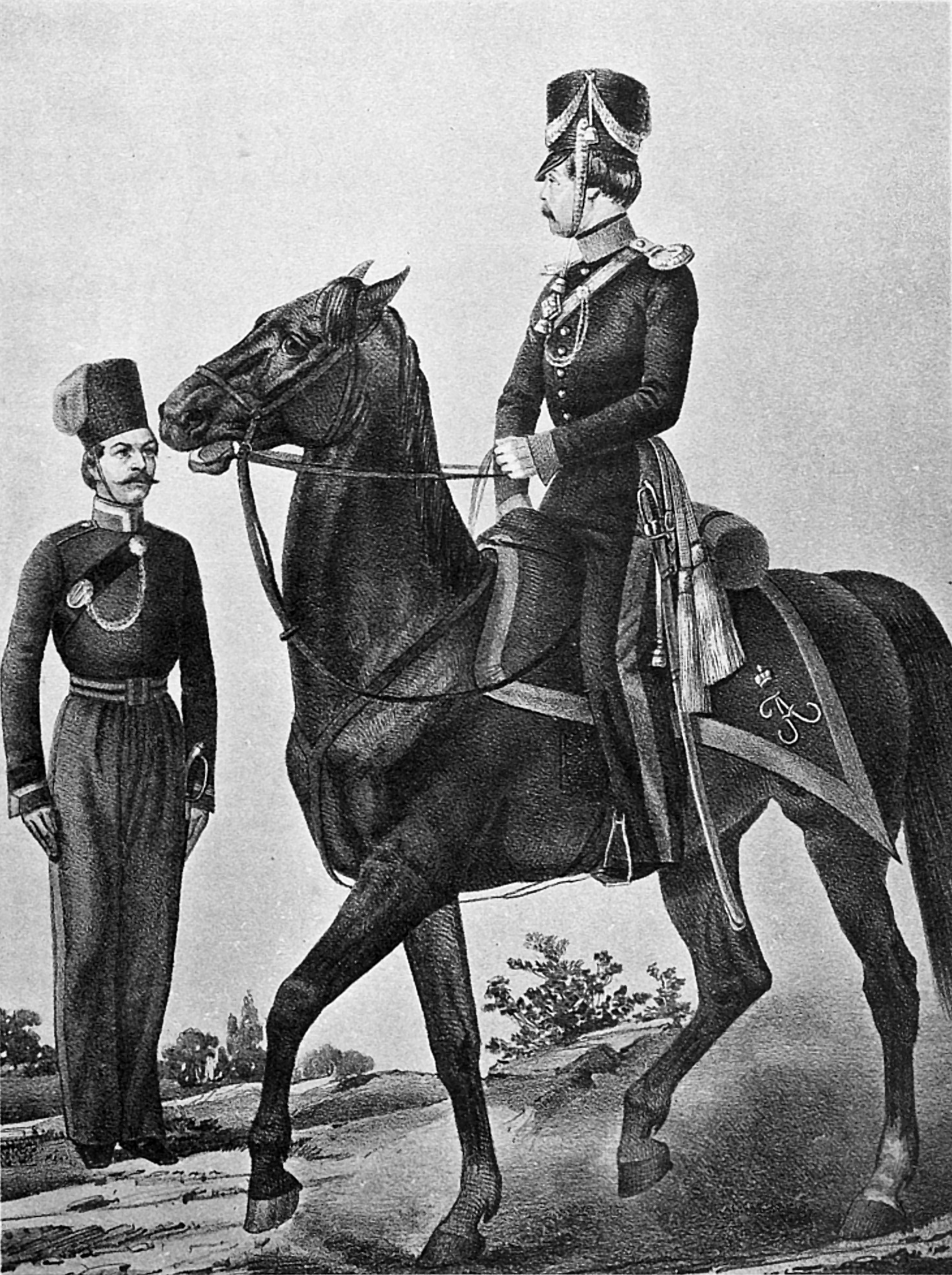
Урядник 1-го и обер-офицер 2-го Украинских казачьих полков, в 1812 — 1815 годах.

Украи́нские ула́нские полки́ — формирования (уланские полки) Русской императорской армии Вооружённых сил Российской империи, образованные в результате переименования в 1816 году четырёх полков Украинского казачьего войска.

## История
Переименованы в 1816 году из четырех полков Украинского казачьего войска, которое 26 октября этого же года  переформировано в Украинскую уланскую дивизию.
В 1817 году 1-й полк разделен на два, получивших в 1830 году наименования Украинского и Новомиргородского; 2-й — тоже на два, наименованных в 1830 году Новоархангельским и Елисаветградским; из 3-го составлены 1-й и 2-й Бугские полки (2-й Бугский в 1830 году наименован Одесским); из 4-го образованы 3-й и 4-й Бугские уланские полки, в 1830 году переименованные в Вознесенский и Ольвиопольский.